# فرناندو وگا (بازیکن فوتبال، زاده ۱۹۸۴)
فرناندو وگا (انگلیسی: Fernando Vega؛ زادهٔ ۳ ژوئیهٔ ۱۹۸۴) بازیکن فوتبال اهل اسپانیا است.
از باشگاه‌هایی که در آن بازی کرده‌است می‌توان به باشگاه فوتبال لوگو، باشگاه فوتبال رکریتیوو اوئلوا، و باشگاه فوتبال رئال بتیس اشاره کرد.
وی همچنین در تیم‌های ملی فوتبال زیر ۲۰ سال اسپانیا و زیر ۲۱ سال اسپانیا بازی کرده‌است.